# Lijst van voetbalinterlands Argentinië - Uruguay (vrouwen)
Deze lijst van voetbalinterlands is een overzicht van alle officiële voetbalinterlands tussen de nationale vrouwenteams van Argentinië en Uruguay. De landen hebben tot nu toe zeventien keer tegen elkaar gespeeld. 

## Wedstrijden
| №  | Plaats        | Datum             | Competitie                 | Wedstrijd            | Uitslag            |
| -- | ------------- | ----------------- | -------------------------- | -------------------- | ------------------ |
| 1  | Mar del Plata | 3 februari 1997   | Vriendschappelijk          | Argentinië − Uruguay | 3 − 1              |
| 2  | Mar del Plata | 24 januari 1998   | Vriendschappelijk          | Argentinië − Uruguay | 4 − 0              |
| 3  | Mar del Plata | 5 maart 1998      | Sudamericano Femenino 1998 | Argentinië − Uruguay | 2 − 1              |
| 4  | Lanús         | 12 september 1998 | Vriendschappelijk          | Argentinië − Uruguay | 3 − 1              |
| 5  | Morón         | 22 november 1998  | Vriendschappelijk          | Argentinië − Uruguay | 4 − 0              |
| 6  | Banfield      | 5 december 2000   | Vriendschappelijk          | Argentinië − Uruguay | 4 − 0              |
| 7  | Salta         | 13 april 2003     | Sudamericano Femenino 2003 | Argentinië − Uruguay | 8 − 0              |
| 8  | Ezeiza        | 17 juli 2005      | Vriendschappelijk          | Argentinië − Uruguay | 4 − 1              |
| 9  | Montevideo    | 24 juli 2005      | Vriendschappelijk          | Uruguay − Argentinië | 0 − 4              |
| 10 | Mar del Plata | 10 november 2006  | Sudamericano Femenino 2006 | Argentinië − Uruguay | 2 − 1              |
| 11 | Mar del Plata | 24 november 2006  | Sudamericano Femenino 2006 | Argentinië − Uruguay | 2 − 0              |
| 12 | La Punta      | 23 mei 2019       | Vriendschappelijk          | Argentinië − Uruguay | 3 − 1              |
| 13 | Armenia       | 15 juli 2022      | Copa América 2022          | Argentinië − Uruguay | 5 − 0              |
| 14 | Caseros       | 10 juli 2024      | Vriendschappelijk          | Argentinië − Uruguay | 0 − 2              |
| 15 | Ezeiza        | 13 juli 2024      | Vriendschappelijk          | Argentinië − Uruguay | 1 − 1              |
| 16 | Quito         | 15 juli 2025      | Copa América 2025          | Argentinië − Uruguay | 1 − 0              |
| 17 | Quito         | 1 augustus 2025   | Copa América 2025          | Argentinië − Uruguay | 2 − 2 (n.p. 5 - 4) |

## Samenvatting
| Competitie                           | Totaal gespeeld | Winst Argentinië | Gelijk | Winst Uruguay | Doelsaldo Argentinië – Uruguay |
| ------------------------------------ | --------------- | ---------------- | ------ | ------------- | ------------------------------ |
| Sudamericano Femenino / Copa América | 7               | 6                | 1      | 0             | 22 − 4                         |
| Vriendschappelijk                    | 10              | 8                | 1      | 1             | 30 − 7                         |
| Totaal                               | 17              | 14               | 2      | 1             | 52 − 11                        |